# Avenue André-Capron
L'avenue André-Capron est une voie de Cannes.

## Situation et accès
L'avenue André-Capron est une voie du quartier de la Pointe Croisette, au pied de la colline de la Californie, dans la commune française de Cannes dans le département des Alpes-Maritimes en région Provence-Alpes-Côte d'Azur. C'est une voie urbaine de communication dont la fonction est résidentielle.

## Origine du nom
Elle porte le nom d'André Capron, homme politique de la Belle Époque, qui demeure dans la mémoire des Cannois comme l'un des plus grands maires de la ville.

## Historique
D'une longueur de 250 mètres, la voie est ouverte en 1937 sur les terrains de la Villa Madrid construite pour André Capron, implantée au nord et donnant sur l'avenue du Maréchal-Juin. Elle est complétée par une impasse du même nom au-dessous de laquelle s'ouvrent les avenues du Parc-Madrid, et Notre-Dame-des-Pins,, également construites sur les terrains de la propriété Capron et aboutissant toutes deux sur le boulevard Eugène-Tripet.

## Bâtiments remarquables et lieux de mémoire
Au no 4 se trouve le fronton municipal Michel Ughetto consacré à la pelote basque, à la pelote provençale et au grand chistera, inauguré le 6 septembre 1959,, et où se déroulent tous les ans des compétitions de haut niveau,.
À la suite du plateau sportif se trouve le collège Capron, dont l'entrée officielle est située avenue de Madrid, inauguré dans la Villa Louise Ruel en 1925 comme collège classique de jeunes filles et école primaire supérieure de jeunes filles, transformé en lycée nationalisé en 1957 avec 705 jeunes filles à la rentrée 1963, puis CES et enfin collège.

### Protection du patrimoine
La Villa Madrid et la Villa Louise Ruel sont inscrites à l'inventaire général du patrimoine culturel au titre du recensement du patrimoine balnéaire de Cannes.